# Orthoprosopa bilineata
Orthoprosopa bilineata är en tvåvingeart som först beskrevs av Walker 1849.  Orthoprosopa bilineata ingår i släktet Orthoprosopa och familjen blomflugor. Inga underarter finns listade i Catalogue of Life.